# Roser Tarragó
Roser Tarragó Aymerich , née le 25 mars 1993 à Barcelone, est une joueuse espagnole de water-polo.
Elle est vice-championne olympique en 2012 avec l'équipe d'Espagne de water-polo féminin.